# ۷ حلقه
«۷ حلقه» (به انگلیسی: 7 Rings) ترانه‌ای از هنرمند اهل ایالات متحده آمریکا آریانا گرانده از پنجمین آلبوم استودیویی وی ممنون، بعدی است.
این ترانه در چارت‌های استرالیا، کانادا، جمهوری چک، استونی، فنلاند، یونان، مجارستان، ایسلند، ایرلند، اسرائیل، مالزی، نیوزلند، نروژ، پرتغال، اسکاتلند، سنگاپور، اسلواکی، سوئد، سوئیس، بریتانیا و ایالات متحده به رتبه یک رسید.
نماهنگ این ترانه در یوتیوب به بیش از یک میلیارد بازدید رسیده‌ است.